# Heinrich Heege
Heinrich Heege (* 28. April 1909 in Halverde; † 30. Oktober 1978 in Trier) war ein deutscher Landwirt und Politiker (CDU).

## Leben
Nach dem Besuch der Volksschule und des Gymnasiums absolvierte Heege eine Lehre in der Landwirtschaft und ging im Anschluss für zwei Semester auf eine Landwirtschaftsschule. Er übernahm 1940 den elterlichen Landwirtschaftsbetrieb und bestand später die Prüfung als Landwirtschaftsmeister. 1958 erfolgte die Übernahme des Gutes Heeg in Großlittgen.
Heege war seit 1946 Mitglied der Landwirtschaftskammer und des Verwaltungsrates der Kreissparkasse. Außerdem war er bis 1968 Vorstandsvorsitzender der Molkereigenossenschaft Großlittgen, deren Vorstand er anschließend bis 1977 ehrenamtlich angehörte.
Heege trat 1950 in die CDU ein. Er war Ratsherr der Stadt Sinzig und Mitglied im Kreistag des Landkreises Ahrweiler. Am 28. Dezember 1958 rückte er für den verstorbenen Abgeordneten Georg Habighorst in den Rheinland-Pfälzischen Landtag nach, dem er bis zum Ablauf der dritten Wahlperiode 1959 angehörte.

## Ehrungen und Auszeichnungen
- 1953: Verdienstkreuz am Bande der Bundesrepublik Deutschland
- 1976: Ehrenplakette des Kreises Bernkastel-Wittlich